# DLA0817g
DLA0817g è una galassia remota situata prospetticamente nella costellazione del Cancro la cui luce ha impiegato 12,276 miliardi di anni luce per giungere sino alla Terra (distanza comovente 24,454 miliardi di anni luce).
Scoperta nel 2017 con osservazioni condotte con l'Atacama Large Millimeter/submillimeter Array (ALMA), è stata poi ulteriormente studiata con il Karl Guthe Jansky Very Large Array (JVLA) ed il Telescopio spaziale Hubble.
Si tratta di una galassia a disco rotante di grandi dimensioni, la cui massa ammonta a circa 72 miliardi di masse solari, che risale ad un'epoca precoce della vita dell'universo, circa 1,5 miliardi di anni dopo il Big Bang; ciò contraddice i precedenti modelli che descrivono la formazione ed evoluzione delle galassie e che prevedono un accrescimento delle dimensioni galattiche graduale e progressivo.
Questa galassia invece ha raggiunto delle caratteristiche che appaiono precoci rispetto all'epoca a cui risale. Anche la sua velocità di rotazione è comparabile con quello di una galassia matura come la nostra Via Lattea e che risulta di circa 272 km/s.
E' soprannominata galassia di Wolfe o disco di Wolfe in onore del compianto Arthur Michael Wolfe, astrofisico statunitense, uno degli scopritori dell'effetto Sachs-Wolfe.